# Djurgårdsbron
Djurgårdsbron (die Tiergartenbrücke) ist eine Brücke in Stockholm, sie verbindet Stockholm mit der Halbinsel Djurgården und bildet die westliche Begrenzung des Djurgårdsbrunnsviken.

## Geschichte

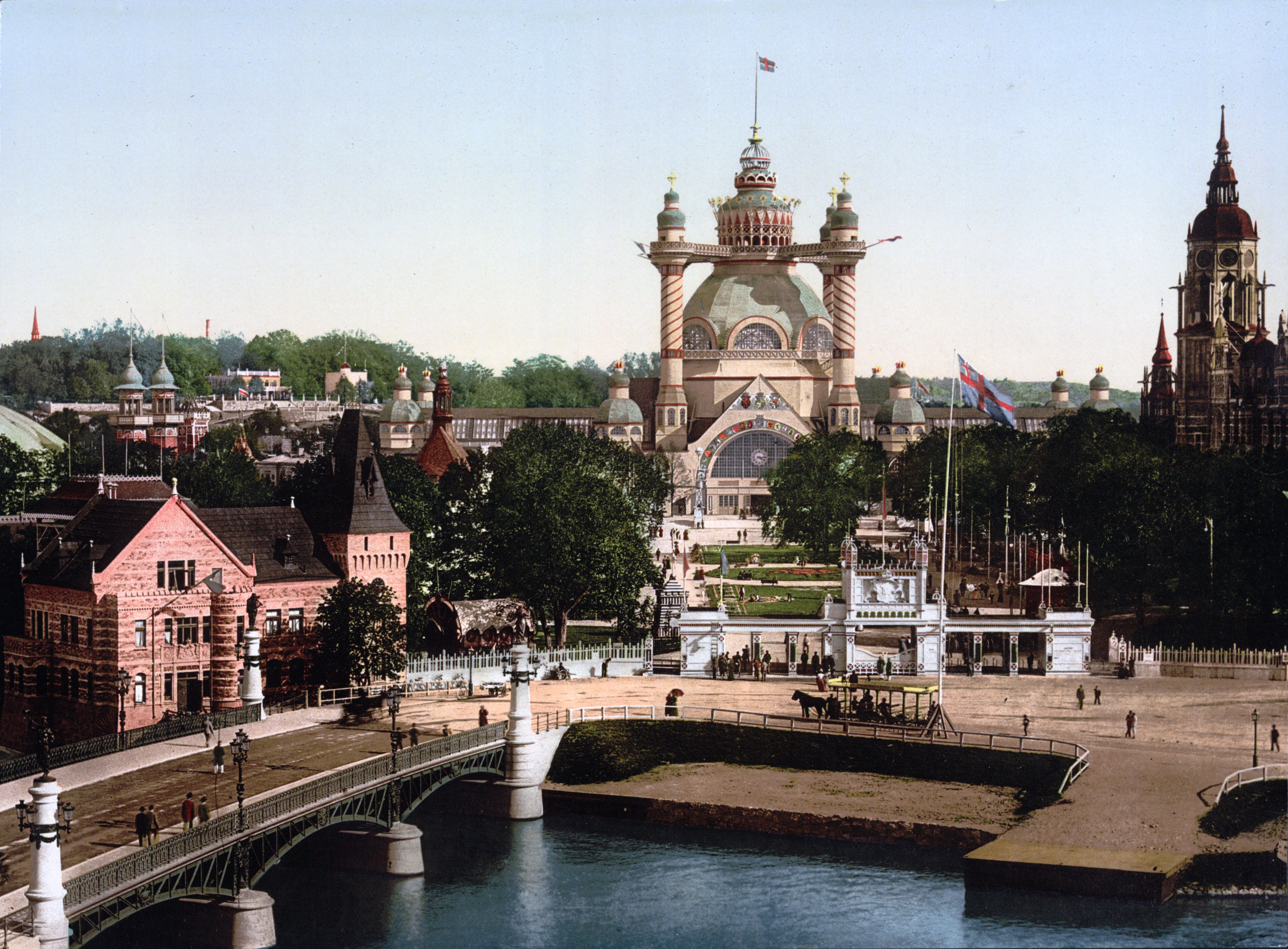
Djurgårdsbron zur Stockholmer Ausstellung 1897

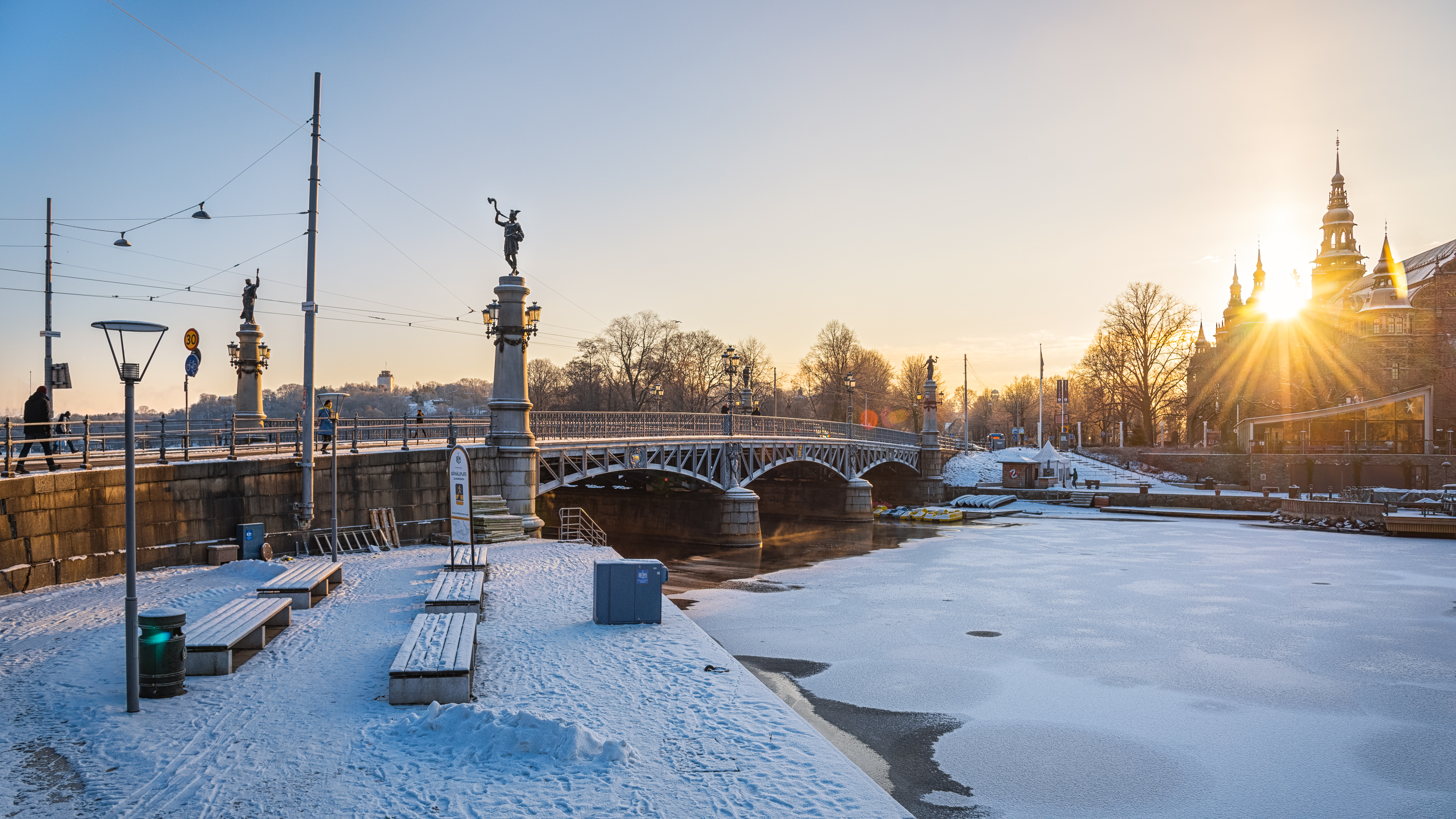
Djurgårdsbron im Januar 2016

Schon 1620 soll es hier eine Brücke gegeben haben, etwas östlich der heutigen Verbindung. Seit 1661 wird die Brücke schriftlich erwähnt und auf einer frühen Karte von 1696 ist sie das erste Mal eingezeichnet. 1730 wurde sie durch eine Neue ersetzt und diese wiederum 1825 durch eine Weitere. Bislang hatte es sich um Holzkonstruktionen gehandelt, die, teilweise schlecht unterhalten, nicht lange hielten. Daher beschloss man 1849, eine dreibögige Eisenbrücke zu bauen, Architekten waren Peter Georg Sundius (1823–1900) und Georg Theodor von Chiewitz (1815–1862). Sie wurde 1897 durch die heutige Brücke ersetzt.

## Die heutige Brücke
Die heutige Brücke wurde im Zusammenhang mit der Stockholmer Ausstellung 1897 eingeweiht. Es handelt sich um eine ca. 35 Meter lange und 10 Meter breite Eisenkonstruktion mit drei Fachwerk-Bögen. Sie wurde von Carl Fraenell konstruiert und von der Bergsunds memaniska verkstad auf Södermalm gebaut. Sie hat doppelte Fahrbahnen, breite Bürgersteige und sie wurde so dimensioniert, die neue Straßenbahnlinie vom Strandvägen nach Djurgården tragen zu können. Diese Linie wurde 1967 mit der Einführung des Rechtsverkehrs in Schweden eingestellt, seit 1991 fahren jedoch wieder Straßenbahnen hier, die Djurgårdslinjen, zuerst eine Touristen- und Museumsbahn, inzwischen eine reguläre Linie. Die Djurgårsbron wurde 1977 grundlegend renoviert.

## Ausschmückung
Die Ausschmückungen bestehen teils aus vier Kandelabern über jedem Brückenpfeiler, entworfen von dem Architekten Ernst Josephson, sowie einem gusseisernen, reichverzierten Geländer mit stilisierten Blumenmotiven. Auf beiden Uferseiten stehen je zwei Granitsäulen, auf denen sich die Skulpturen von vier nordischen Göttern befinden (Heimdall, Frigg, Freya und Thor). Sie sind das Werk des Bildhauers Rolf Adlersparre (1859–1943).
Koordinaten: 59° 19′ 52″ N, 18° 5′ 38″ O